# Грязная сделка
«Грязная сделка» (англ. Raw Deal) — криминальная мелодрама американского режиссёра Энтони Манна, вышедшая на экраны в 1948 году.

## Сюжет
Повествование ведется от лица Пэт Кэмерон (Клер Тревор), которая приезжает в тюрьму штата Калифорния для встречи со своим возлюбленным, заключённым Джо Салливаном (Деннис О'Киф). Пэт намеревается сообщить ему план побега, который разработал для него Рик Койл (Рэймонд Бёрр), вину которого Джо принял на себя. Однако раньше Пэт к Джо приходит его адвокат Энн Мартин (Марша Хант), которая прониклась к нему симпатией, особенно, после того, как узнала, что в своё время Джо, рискуя жизнью, вынес из горящего дома ребёнка. Марша уже дважды посещала Джо в течение года, и обещает ему, что в случае удачного стечения обстоятельств сможет помочь ему выйти на свободу через три года.
Одетый в элегантный костюм, широкоплечий Рик оказывается жестоким и коварным лидером банды, который устраивает побег Джо таким образом, что у того практически не было шансов выбраться из тюрьмы и добраться до Сан-Франциско живым. Тем не менее ночью Джо удается выбраться за тюремную ограду, где его на машине поджидает Пэт. Охрана открывает огонь и пробивает бензобак, в результате им срочно нужна новая машина. Согласно разработанному плану, Джо должен за ночь добраться до Сан-Франциско, на следующий день встретиться с Риком, получить с него причитающиеся ему 50 тысяч долларов, и на следующий день вместе с Пэт отплыть на корабле в Панаму. Так как Джо повсюду ожидает полицейская засада, у него нет другого выхода, как забраться в квартиру к Энн. Энн уговаривает его сдаться полиции, но Джо отказывается. Он берёт её машину, а саму Энн – в качестве прикрытия, и втроем они отправляются в Сан-Франциско. В таком составе им удается вырваться за кольцо полицейского оцепления.
Через некоторое время полиция начинает розыски Энн и её машины. Узнав об этом, Джо угоняет на автозаправочной станции чужой автомобиль. Владелец автомобиля бросается в погоню на машине Энн, но его ловит полиция. Пока идёт разбирательство, Джо удается скрыться в горы, где его приятель содержит небольшой уединённый отель. В горах происходит разговор между Джо и Энн, в ходе которого Джо объясняет, что жизненные обстоятельства принудили его стать преступником. Энн отвечает, что при любых обстоятельствах человек может добиться достойного положения в обществе, оставаясь при этом честным и порядочным человеком. Пэт почувствовала, что Джо переключил своё мужское внимание на Энн.
Этой ночью в горах проходит полицейская операция по поимке убийцы. Он добирается до гостиницы, где скрывается Джо с Пэт и Энн. Полиция окружает дом и начинает осаду. В этот момент у убийцы не выдерживают нервы, он выскакивает из дома и начинает хаотично стрелять в разные стороны. Полиция убивает его на месте, после чего снимает оцепление.
Джо в компании с Пэт и Энн добирается до Сан-Франциско, где назначает Рику встречу в пустынном баре для передачи денег. На встречу он приезжает вместе с Энн, которую затем намеревается отвезти на автовокзал и отправить домой. Однако Рик присылает на встречу киллера. Киллеру не удается застрелить Джо, начинается драка Джо против киллера и бармена. Подоспевшая Энн подбирает отлетевший в сторону пистолет и стреляет в киллера. Скрывшись от бандитов и оставшись наедине, под влиянием нахлынувших чувств Джо и Энн целуются, между ними пробуждается любовное чувство.
Тем временем по указанию Джо, Пэт достает вторую машину. Джо с Энн подъезжают на встречу с Пэт на прибрежном шоссе. Джо говорит Энн, что между ними ничего быть не может, и просит её уехать. Пэт и Энн меняются автомобилями. Энн уезжает, однако на автозаправочной станции её замечает киллер Рика, берёт её плен и привозит к Рику.
Не подозревая об этом, Джо и Пэт добираются до гостиничного номера, где между ними происходит ссора. Джо говорит, что пойдет выбивать из Рика деньги, а Пэт требует, чтобы он этого не делал и даже в знак протеста уходит. Когда Пэт возвращается, они с Джо решают забыть про Рика и собирают вещи для отправления в Панаму. Неожиданно раздаётся звонок, трубку берёт Пэт. Подручный Рика сообщает, что Джо обязан явиться к Рику, иначе он убьет Энн.
Пэт скрывает эту информацию от Джо, и они отправляются на корабль. В каюте Джо делает Пэт предложение, и их общее будущее в новой стране рисуется им счастливым. Однако за несколько минут до отплытия Пэт не выдерживает и сообщает Джо о содержании телефонного звонка. Джо едет к Рику, чтобы спасти Энн. Около дома Рика Джо убивает нескольких засевших в засаде бандитов и проходит в его квартиру. При личной встрече Рик клянется отдать деньги, а сам неожиданно стреляет в Джо. Джо успевает выстрелить в ответ, и между ними начинается драка, в ходе которой Джо выбрасывает Рика в окно и освобождает Энн. В квартире начинается пожар. Приезжает полиция и привозит Пэт, уже в наручниках. Получивший смертельное ранение Джо умирает на руках Энн, счастливый, что спас ей жизнь.

## В ролях
- Деннис О'Киф — Джо Салливан
- Клер Тревор — Пэт Кэмерон
- Марша Хант — Энн Мартин
- Джон Айрленд — Фэнтейл
- Рэймонд Бёрр — Рик Койл
- Курт Конвей — Спайдер
- Чили Уильямс — Марси
- Реджис Туми — капитан Филдс
- Уит Бисселл — убийца
- Клифф Кларк — Гейтс
- Гарри Тайлер — Оскар

## Анализ
Фильм содержит многие характерные черты жанра нуар, такие как общая атмосфера обречённости, закадровое повествование, моральная неоднозначность личности главного персонажа, сексуальное измерение основного конфликта, а в операторской работе — искажающие пропорции необычные ракурсы и контрастная затемнённая съёмка с множеством ночных сцен. По оценки критики, во многих отношениях представляет собой образец фильма-нуара: «сплошная темнота, силуэты в тумане, щемящее напряжение, вздрагивающий сюжет, трагическая развязка». С другой стороны, в картине присутствует определённая попытка дать социальный анализ преступности. Романтический финал картины сделан под влиянием фильмов французского поэтического реализма, таких как «Набережная туманов» Марселя Карне.